# Obszar metropolitalny Los Angeles

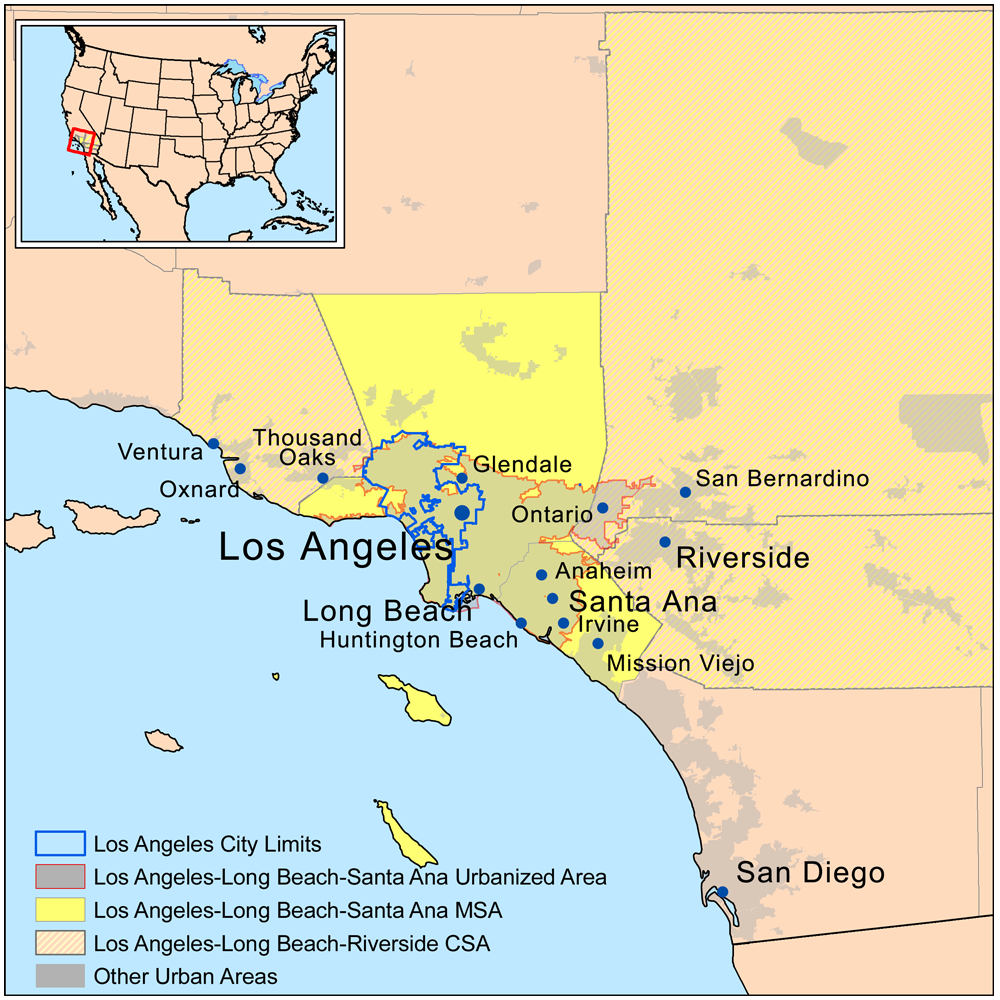
Obszar metropolitalny Los Angeles zaznaczony jest kolorem żółtym

Obszar metropolitalny Los Angeles, znany także jako Metropolia Los Angeles albo Southland, jest trzynastym co do wielkości obszarem metropolitalnym na świecie i drugą co do wielkości metropolią w Stanach Zjednoczonych. Znajduje się w południowej części amerykańskiego stanu Kalifornia.
Obszar metropolitalny jest zdefiniowany przez Office of Management and Budget jako statystyczna metropolia Los Angeles – Long Beach – Anaheim, złożona z hrabstw Los Angeles i Orange, statystyczny obszar metropolitalny wykorzystywany jest do celów statystycznych United Census Bureau oraz inne agencje. Jego powierzchnia wynosi 12,562 km².
Hrabstwa Los Angeles i Orange są dwoma najludniejszymi hrabstwami Kalifornii. W 2010 roku w hrabstwie Los Angeles mieszkało 9,819 mln ludzi i było to najbardziej zaludnione hrabstwo w Stanach Zjednoczonych. Metropolia Los Angeles jest domem dla 15,4 milionów ludzi co czyni go najludniejszym obszarem metropolitalnym w zachodniej części Stanów Zjednoczonych i jednym z największych na terenie całych Stanów Zjednoczonych. Metropolia ta ma największy obszar miejski pod względem liczby mieszkańców w Stanach Zjednoczonych, Los Angeles – Long Beach – Santa Ana, zurbanizowany obszar zdefiniowany przez Census Buearaeu i liczy 12 828 837 mieszkańców według spisu powszechnego z 2010 roku.
Census Bureau definiuje również, na podstawie wzorców dojazdów do pracy, większy obszar statystyczny Los Angeles – Long Beach – Riverside, szerzej znany jako Greater Los Angeles Area, którego populacja szacowana jest na 17,786,419.

## Miasta
Główne miasta

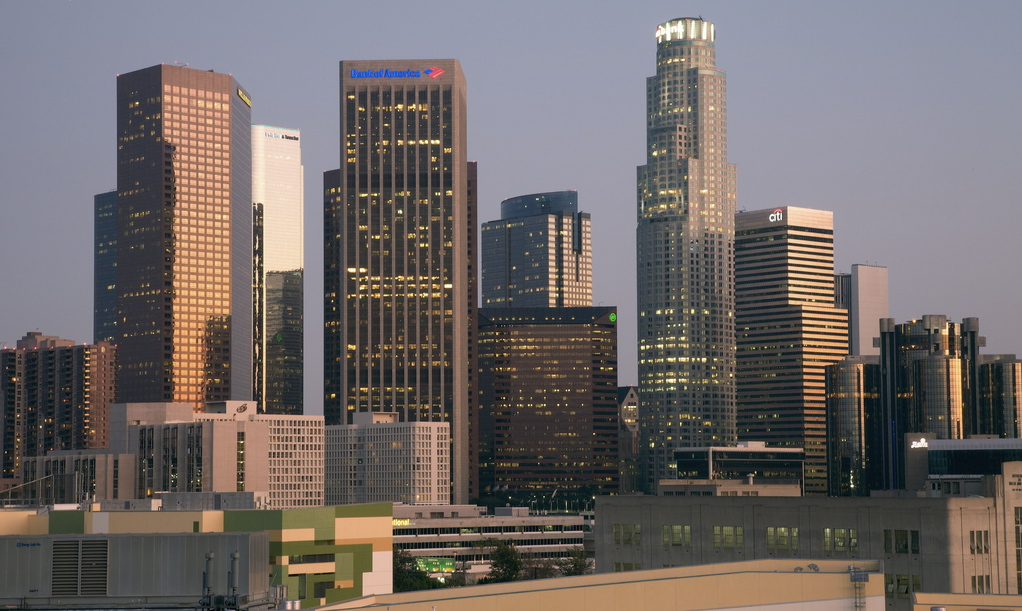
Panorama centrum Los Angeles

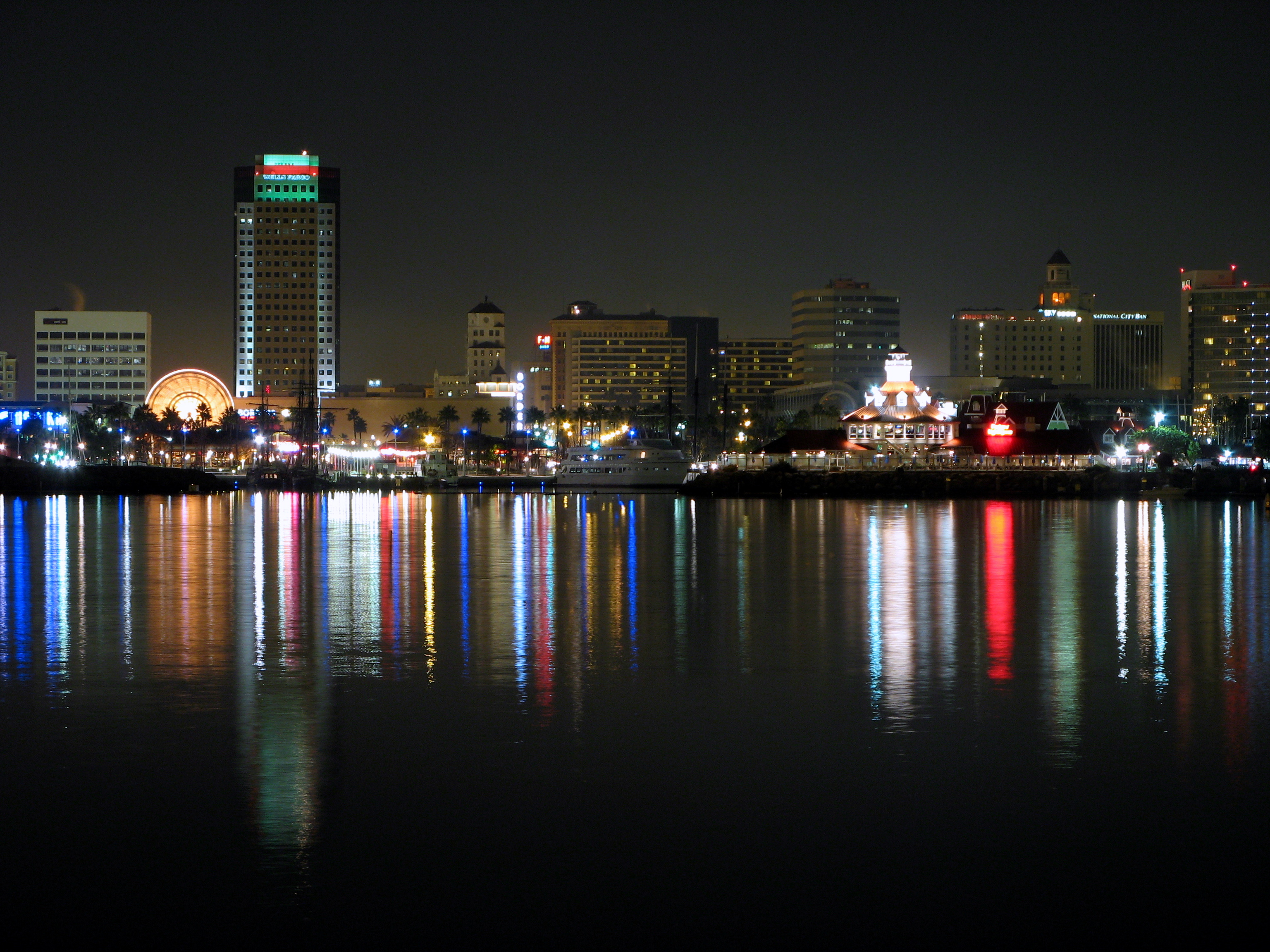
Widok na śródmieście Long Beach nocą

Więcej informacji: Lista dzielnic i osiedli Los Angeles
Poniżej mieści się lista głównych miast w aglomeracji Los Angeles ze zaznaczoną liczbą mieszkańców (stan na rok 2009) według Kalifornijskiego Departamentu Finansów (California Department of Finance):
- Los Angeles–Long Beach–Santa Ana MSA

| - - Los Angeles (4,065,585) - Long Beach (492,682) - Santa Ana (355,662) - Anaheim (348,467) - Irvine (212,793) - Glendale (207,303) - Huntington Beach (189,992) - Santa Clarita (176,320) - Garden Grove (170,883) - Pomona (163,408) - Lancaster (156,633) - Palmdale (152,622) - Pasadena (150,185) - Torrance (149,111) - Orange (141,634) | - - Fullerton (137,624) - Costa Mesa (116,479) - Downey (113,469) - Burbank (hrabstwo Los Angeles) (108,082) - South Gate (102,770) - Compton (99,431) - Carson (98,159) - Mission Viejo (93,483) - Santa Monica (92,494) | - - Newport Beach (86,252) - Lake Forest (77,264) - Tustin (74,825) - Redondo Beach (66,748) - Montebello (65,667) - Monterey Park (64,874) - Gardena (61,810) - Fountain Valley (58,309) - Paramount (57,874) - Arcadia (56,547) - Cerritos (54,855) |

## Demografia
Według danych pięcioletnich z 2023 roku metropolię zamieszkiwało ponad 13 mln mieszkańców, w tym 38,1% mieszkańców stanowiła ludność biała (28,2% nie licząc Latynosów), 16,7% Azjaci, 16,2% to były osoby rasy mieszanej, 6,3% czarnoskórzy Amerykanie lub Afroamerykanie, 1,1% rdzenna ludność Ameryki i 0,24% Hawajczycy i mieszkańcy innych wysp Pacyfiku. Latynosi stanowili 44,8% ludności aglomeracji.
Poza osobami pochodzenia meksykańskiego (33,8%), do największych grup należały osoby pochodzenia afroamerykańskiego, niemieckiego (5,1%), chińskiego (4,6%), angielskiego (4,5%), irlandzkiego (4,3%) i filipińskiego (3,2%). Istnieją także duże grupy osób pochodzenia salwadorskiego (469,1 tys.), „amerykańskiego” (460,8 tys.), włoskiego (368 tys.), wietnamskiego (318,8 tys.), gwatemalskiego (303,5 tys.), czy koreańskiego (301,3 tys.).
Obszar ten jest także zróżnicowany pod względem językowym, 47,1% populacji w wieku powyżej 5 lat mówi w domu po angielsku, 34,5% po hiszpańsku, 11,9% językami azjatyckimi i 6,5% posługiwało się innymi językami.

## Religia

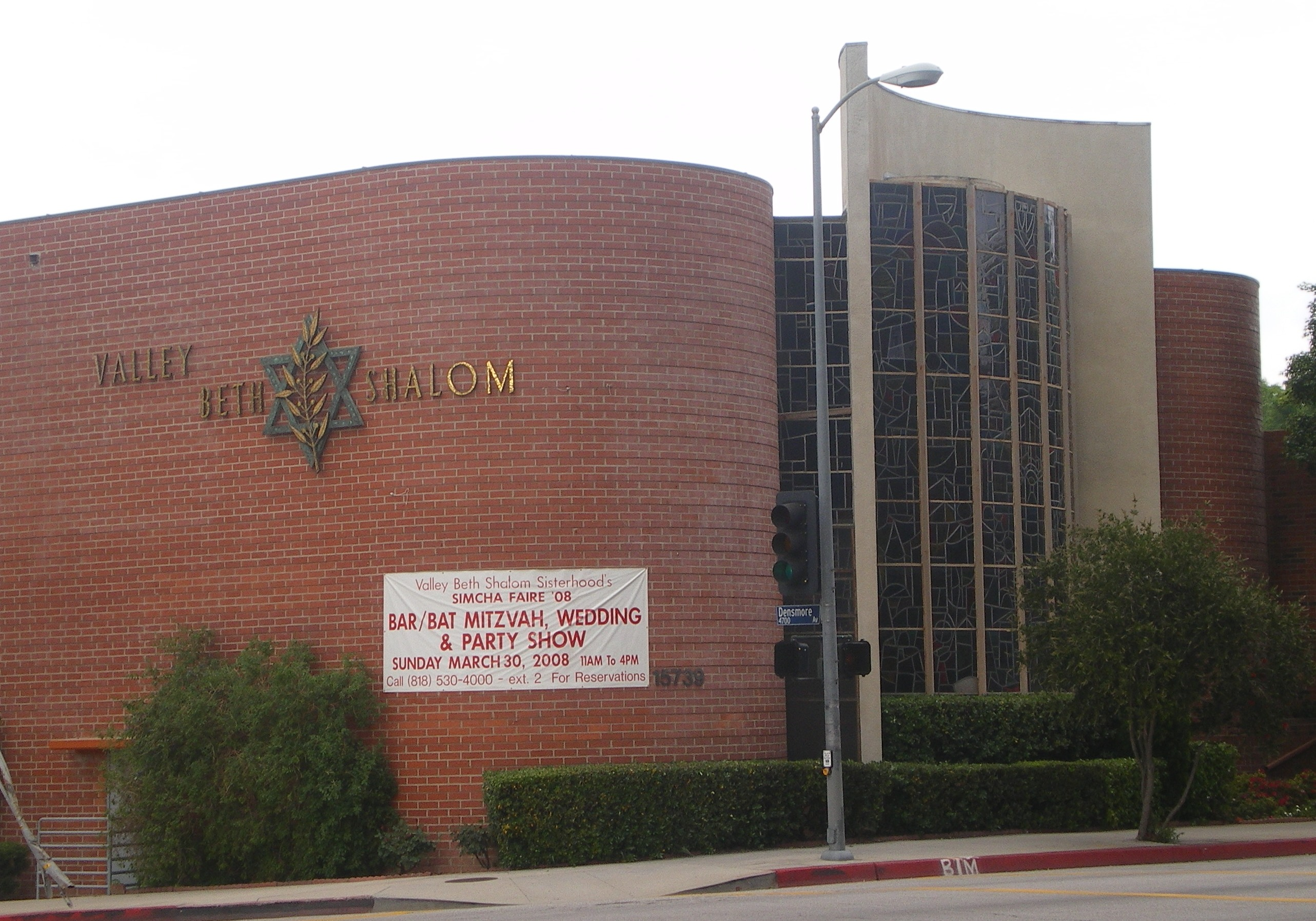
Synagoga żydowska w Encino

Badanie Pew Research Center z 2023 roku wykazało, że w obszarze metropolitalnym Los Angeles 28% osób identyfikowało się jako katolicy, 25% protestanci (w tym: 16% ewangelikalni, 7% głównego nurtu i 2% z tradycjami afroamerykańskimi), 32% zadeklarowało się jako niezrzeszeni (w tym: 7% agnostycy i 6% ateiści), 3% zgłosiło religię judaistyczną, 3% to buddyści, 6% wyznawało inną religię i 3% nie udzieliło odpowiedzi.
Pod względem członkostwa do największych grup religijnych w 2020 roku należały:
- Kościół katolicki – 4,1 mln członków w 328 parafiach,
- bezdenominacyjne zbory ewangelikalne – 530,2 tys. członków w 687 zborach,
- Kościoły baptystyczne – ok. 400 tys. członków w 1288 zborach,
- Kościoły zielonoświątkowe – ok. 350 tys. członków w blisko 1000 zborów,
- Kościół Jezusa Chrystusa Świętych w Dniach Ostatnich (mormoni) – 198,1 tys. członków w 314 zgromadzeniach,
- społeczność muzułmańska – 178,8 tys. wyznawców w 94 meczetach,
- świadkowie Jehowy – 146,6 tys. wyznawców w 577 zborach.

## Turystyka

### Parki tematyczne

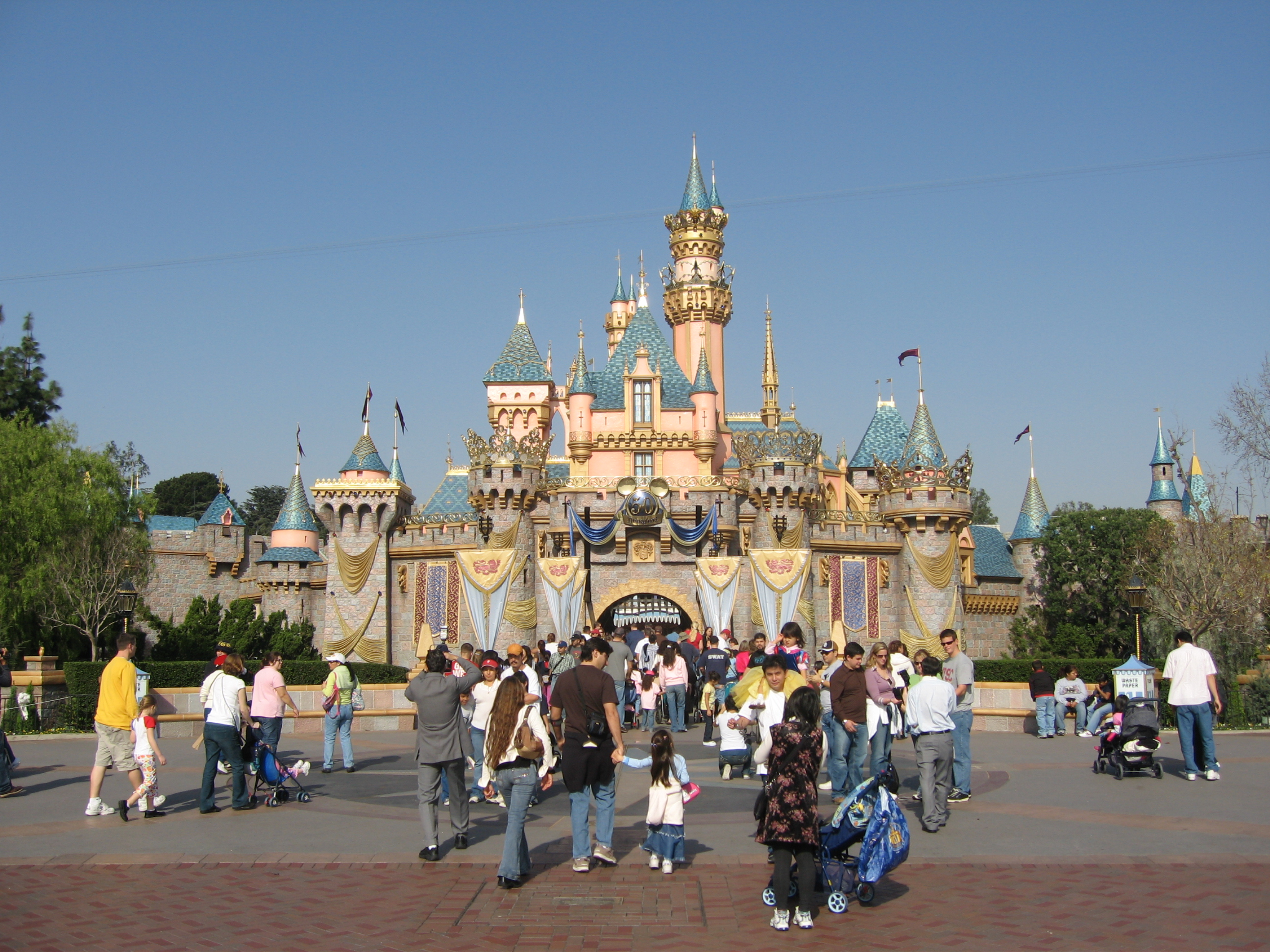
Zamek Śpiącej Królewny w Disneylandzie

- Disneyland
- Disney California Adventure Park
- Knott’s Berry Farm
- Pacific Park
- Six Flags Magic Mountain
- Universal Studios Hollywood

### Plaże

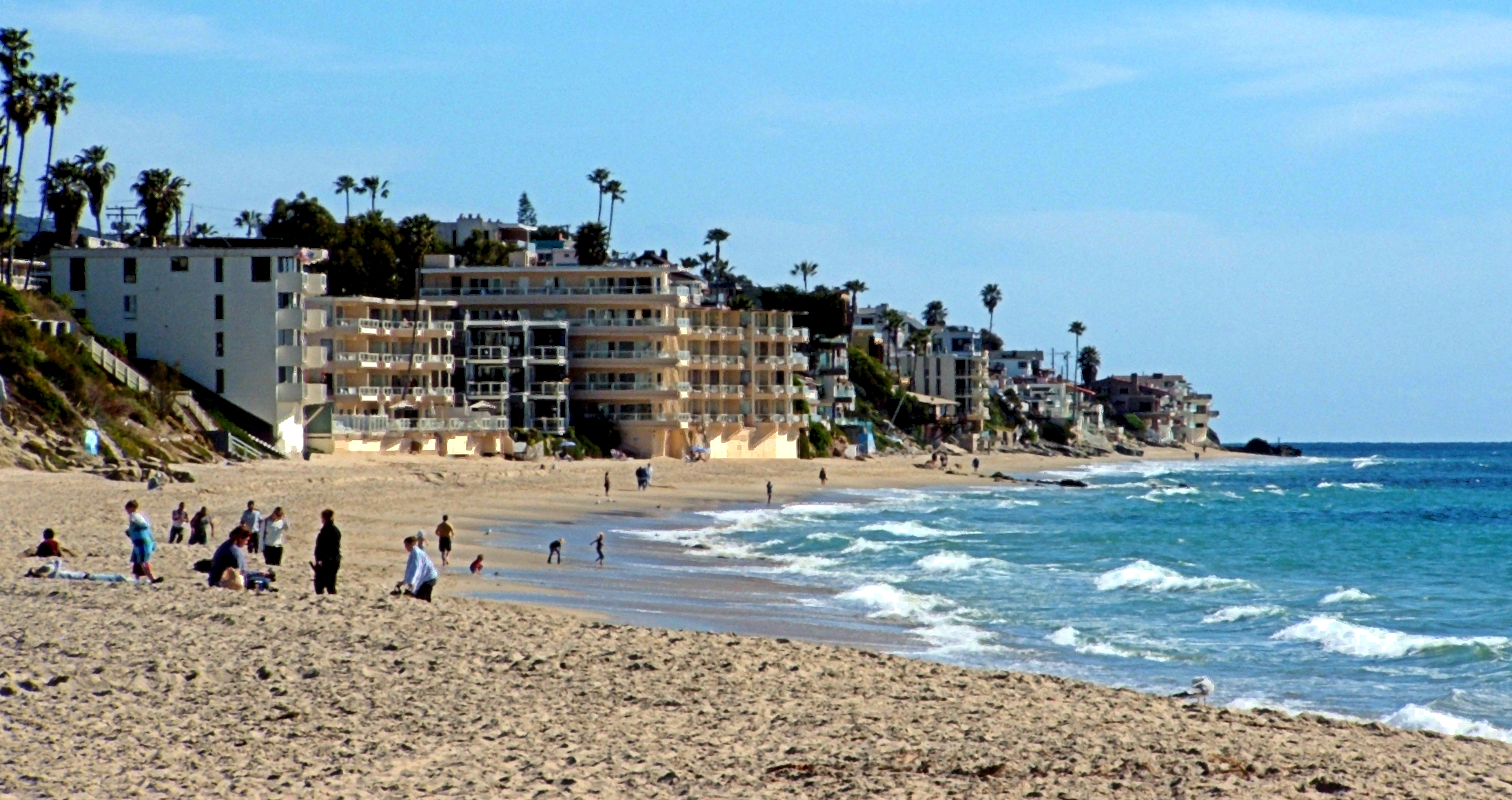
Wybrzeże Laguna Beach jest popularnym miejscem wypoczynku

- Malibu
- Venice Beach
- Huntington Beach
- Laguna Beach
- Dana Point
- Sunset Beach
- Bolsa Chica State Beach
- Newport Beach
- Manhattan Beach
- Hermosa Beach
- Redondo Beach
- San Clemente
- Santa Monica

### Zakupy

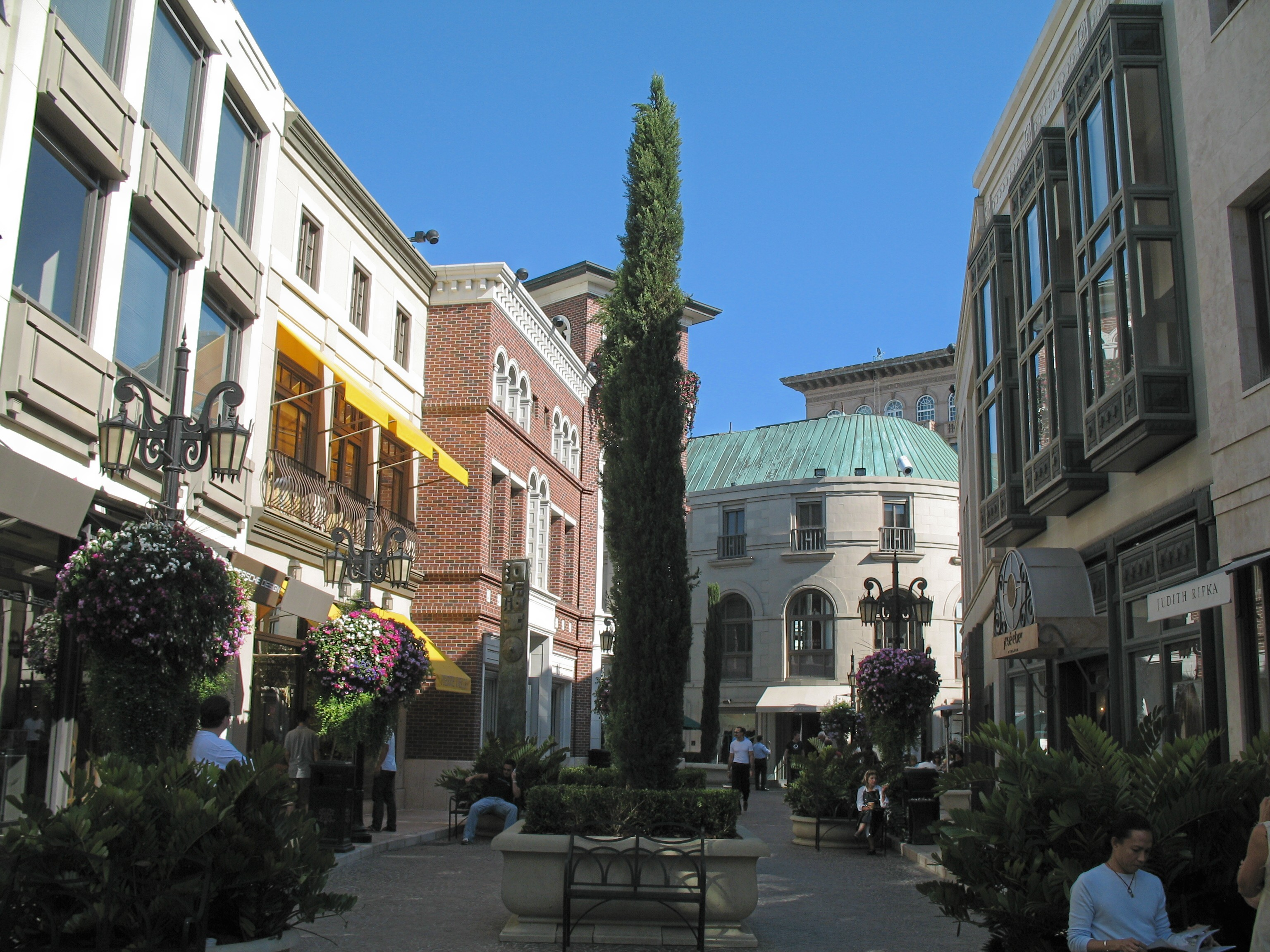
Ulica Rodeo Drive w Beverly Hills

- Americana at Brand
- Anaheim GardenWalk
- Bella Terra
- Beverly Center
- Cerritos Auto Square
- Cerritos Towne Center
- Citadel Outlets
- Downtown Disney
- Fashion Island
- Glendale Galleria
- The Grove at Farmer's Market
- Hollywood and Highland
- Irvine Spectrum Center
- Los Cerritos Center
- Old Pasadena
- Ontario Mills
- The Outlets at Orange
- Paseo Colorado
- Rodeo Drive
- The Shops at Mission Viejo
- South Coast Plaza
- Stonewood Center
- Third Street Promenade
- Universal CityWalk
- Valencia Town Center
- Victoria Gardens
- Westfield Century City
- Westfield MainPlace
- Westfield Santa Anita
- Westfield Topanga
- Westside Pavilion

### Studia filmowe

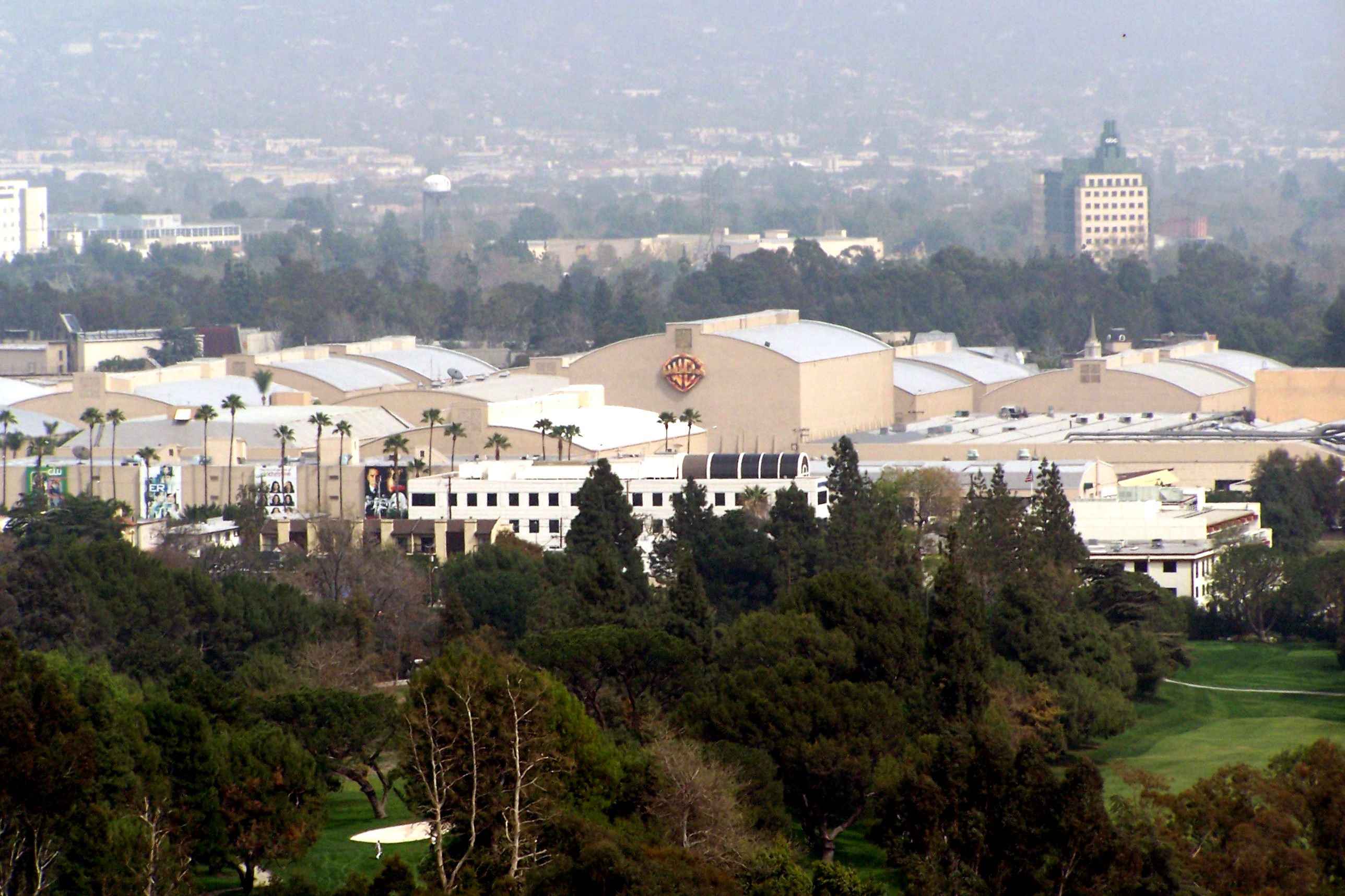
Siedziba wytwórni filmowej Warner Bros. w Dolinie San Fernando

- CBS Television City
- CBS Studio Center
- CBS Columbia Square
- Charlie Chaplin Studios
- Ren-Mar Studios
- Paramount Pictures
- NBC Studios
- Walt Disney Studios
- Golden Oak Ranch
- Hollywood Center Studios
- Universal Studios
- The Prospect Studios
- Metromedia Square
- Santa Clarita Studios
- Nestor Studios
- 20th Century Fox
- Sony Pictures Entertainment
- Fox Television Center
- Nickelodeon Animation Studio
- Sunset Gower Studios
- Downey Studios
- Warner Bros.

### Parki wodne
- Raging Waters
- Knott’s Soak City USA
- Six Flags Hurricane Harbor

### Ogrody zoologiczne i parki

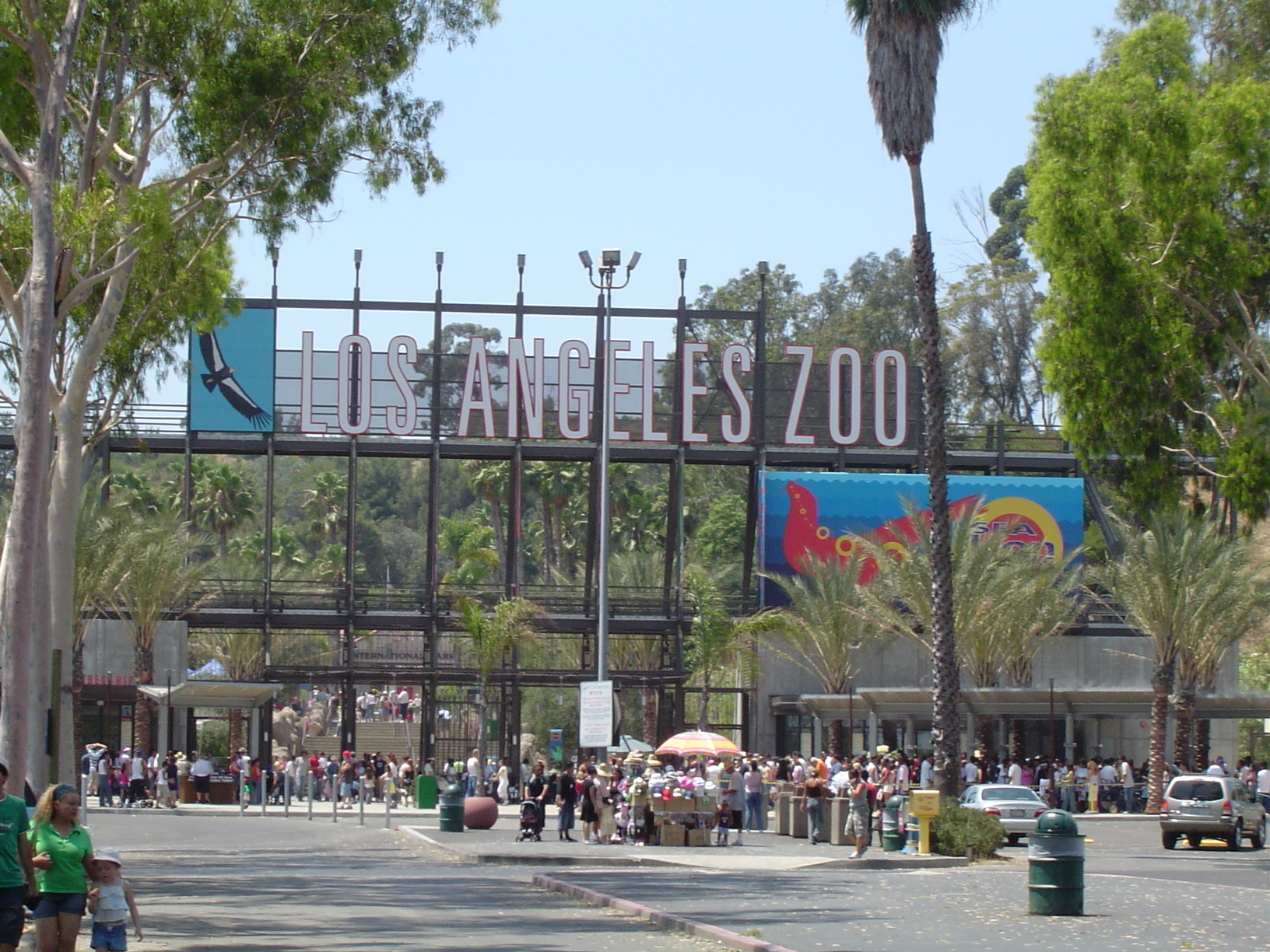
Ogród zoologiczny w Los Angeles

- Los Angeles Zoo
- Santa Ana Zoo
- Aquarium of the Pacific

### Życie nocne
- Hollywood
- West Hollywood
- Sunset Strip
- Santa Monica
- Huntington Beach

### Muzea
- Bowers Museum
- Heritage Square Museum
- California Science Center
- Discovery Science Center
- Getty Center
- Getty Villa
- Griffith Observatory
- Huntington Library
- La Brea Tar Pits
- Los Angeles County Museum of Art
- Natural History Museum of Los Angeles County
- Norton Simon Museum
- Kidspace Children’s Museum
- Museum of Contemporary Art, Los Angeles
- Museum of Latin American Art
- Museum of Tolerance
- Petersen Automotive Museum
- Toyota USA Automobile Museum

### Muzea prezydenckie
- Richard Nixon Presidential Library and Museum
- Ronald Reagan Presidential Library

### Inne
- Katedra Matki Bożej Anielskiej w Los Angeles
- Queen Mary
- Mission Inn